# Roger de Beauvais
Roger de Blois († el 24 de juny de 1022) comte i bisbe de Beauvais, seria segons certs autors el fill d'Eudes I de Blois. Falsament anomenat Roger de Xampanya, es va fer guarda dels segells dels reis Hug Capet i Robert el Pietós. És sota el seu episcopat que el comtat de Beauvais va ser unit al bisbat.